# Ponte Bol'šoj Kamennyj
Il Ponte Bol'šoj Kamennyj (in russo Большой Каменный мост?, Bol'šoj Kamennyj most, letteralmente "Grande ponte di pietra") è un ponte ad arco stradale che attraversa la Moscova nel centro di Mosca, collegando il Cremlino con il quartiere di Jakimanka.

## Descrizione
Si tratta di un ponte ad arco situato al centro di Mosca che unisce il Cremlino con l'Isola di Zamoskvoreč'e. Nelle immediate vicinanze del ponte si trovano la Torre Borovickaja del Cremlino e la casa sul lungofiume, situate sulle due sponde della Moscova. Nei pressi del collegamento è situata inoltre la Cattedrale di Cristo Salvatore. Il ponte attuale, realizzato a metà anni Trenta ed aperto nel 1938, presenta una lunghezza complessiva di circa 500 metri ed una luce massima di circa 100 m. Il largo piano stradale di 40 metri supera la Moscova  ad un'altezza di 11 m, ospitando 9 corsie e due ampi marciapiedi.

## Storia
Il ponte attuale, costruito nel 1938, è solamente l'ultimo di una serie di opere che nei secoli si sono succedute in questo punto nevralgico della capitale russa.

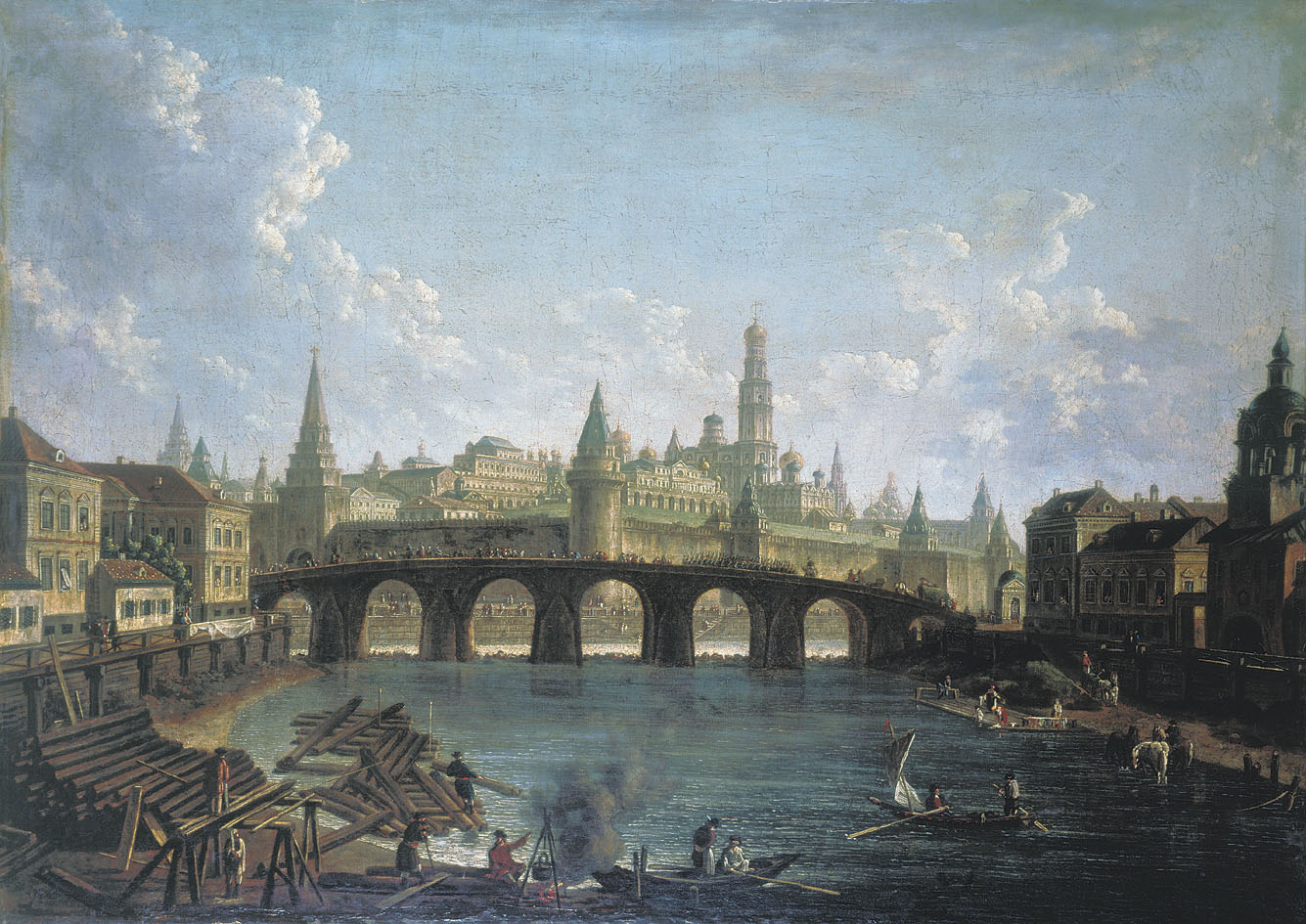
Il primo ponte in una veduta di Fëdor Jakovlevič Alekseev. Inizio Ottocento

### Primo Ponte (1682-1852)
Il punto in cui è situato il ponte è sempre stato una zona di passaggio, grazie alla presenza di un guado che facilitava l'attraversamento. Nel XV Secolo le due sponde del fiume erano collegate per mezzo di un ponte di barche. Nel 1643 lo zar Michele di Russia ordinò la costruzione di un ponte in pietra che agevolasse il passaggio, affidando i lavori al maestro di Strasburgo Jagon Christler. La morte ravvicinata dello zar Michele e del Cristler portò però ad una interruzione dei lavori, considerati troppo costosi.
I lavori di costruzione vennero ripresi nel 1682 dalla zarina Sof'ja Alekseevna Romanova, restando fedeli al progetto del Cristler. La conclusione dell'opera avvenne tra il 1687 e il 1692. Il ponte fu costruito con edifici commerciali in legno, demoliti in seguito nel 1785. In seguito, essendo largo 22 metri, il ponte divenne noto per ospitare corse clandestine di troike.

### Secondo ponte (1859-1938)

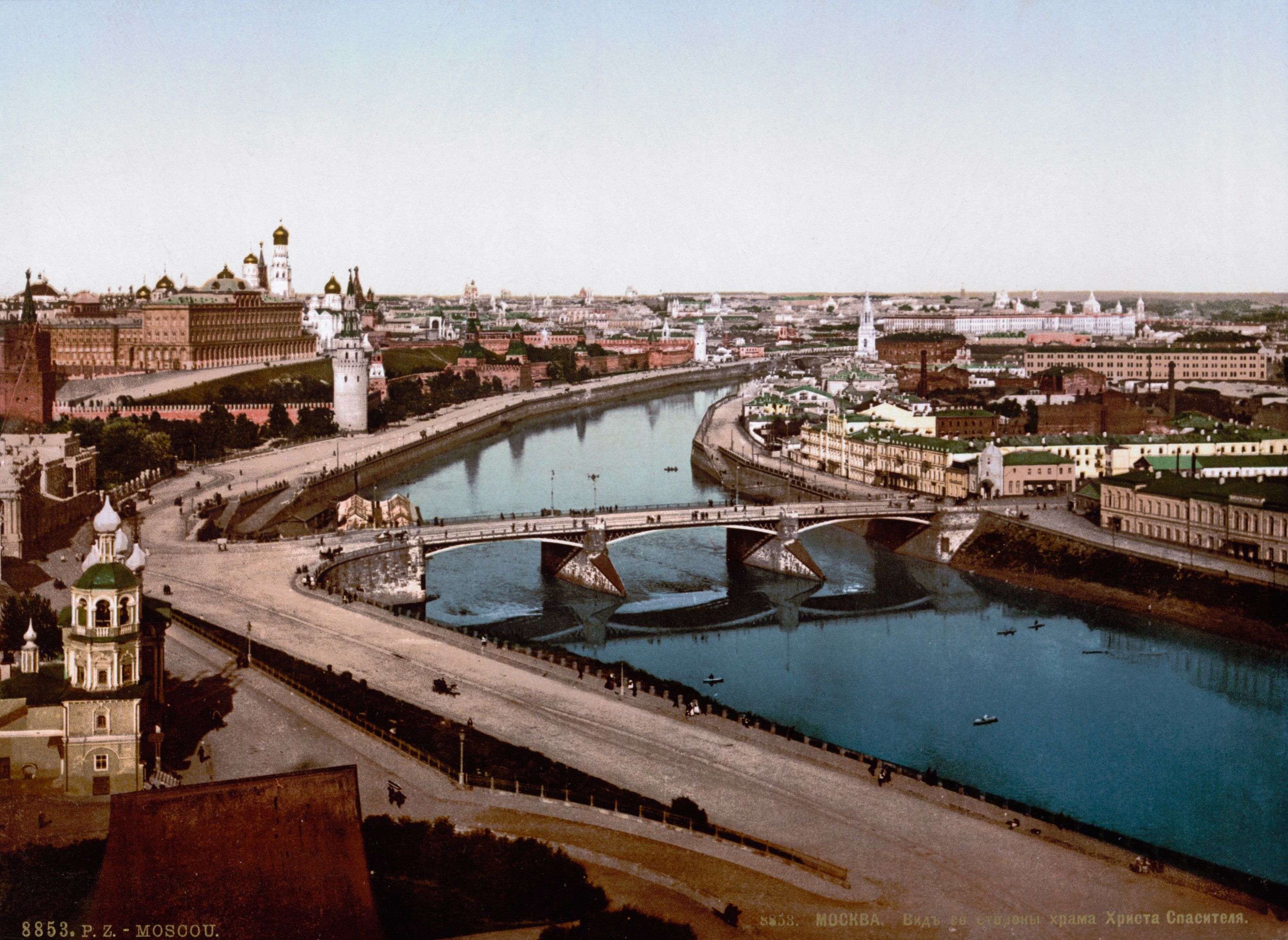
Il ponte a fine Ottocento

A causa del deterioramento del ponte della fine XVII Secolo, a metà XIX Secolo si rese necessaria la sua sostituzione. Il secondo ponte venne così costruito nello stesso punto nel 1859. L'opera presentava tre arcate: le due laterali misuravano 36 metri, mentre quella centrale 40 m. Il progetto del ponte presentava tuttavia una criticità, in quanto incrociava i due lungofiumi che correvano sulle sponde della Moscova, non permettendo il loro passaggio sottostante. Con l'avvento del traffico automobilistico, il ponte divenne così teatro di numerosi ingorghi che ne decretarono la sua sostituzione a metà anni Trenta.

### Terzo ponte (1938-oggi)
L'attuale ponte venne costruito negli anni Trenta del XX Secolo sul progetto degli architetti Vladimir Alekseevich Shchuko, Vladimir Georgievich Gelfreich e Mikhail Adolfovich Minkus. L'opera presenta due cavalcavia laterali che permettono di superare i due lungofiumi della Moscova senza incrociarli.

#### Il restauro del 2020-2021
Tra l'estate 2020 e l'agosto 2021 il ponte è stato sottoposto ad importanti lavori di restauro. L'opera, in stato di deterioramento, è stata di fatto ricostruita a segmenti, lasciando sempre libero il passaggio su corsie ristrette. I lavori hanno riguardato in particolare il restauro dei rivestimenti in granito, la sostituzione dei giunti e delle strutture metalliche, il rifacimento delle fognature, dell'illuminazione, del manto d'asfalto e della segnaletica.

## Galleria d'immagini

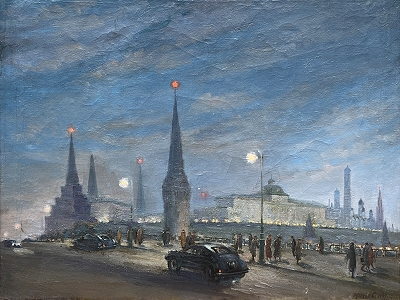
Il ponte in un dipinto del 1941 ad opera di S. I. Markin
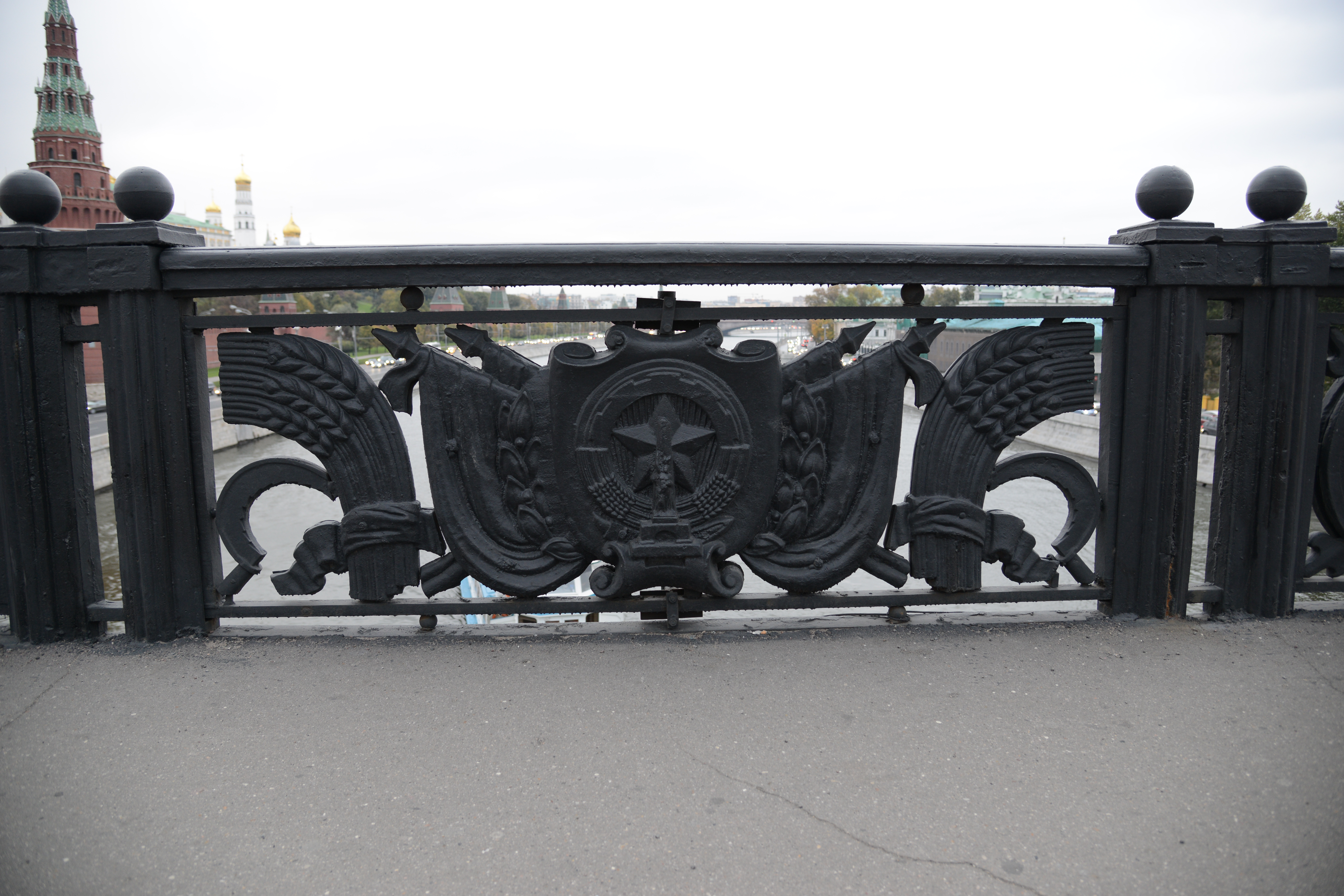
Particolare dei parapetti
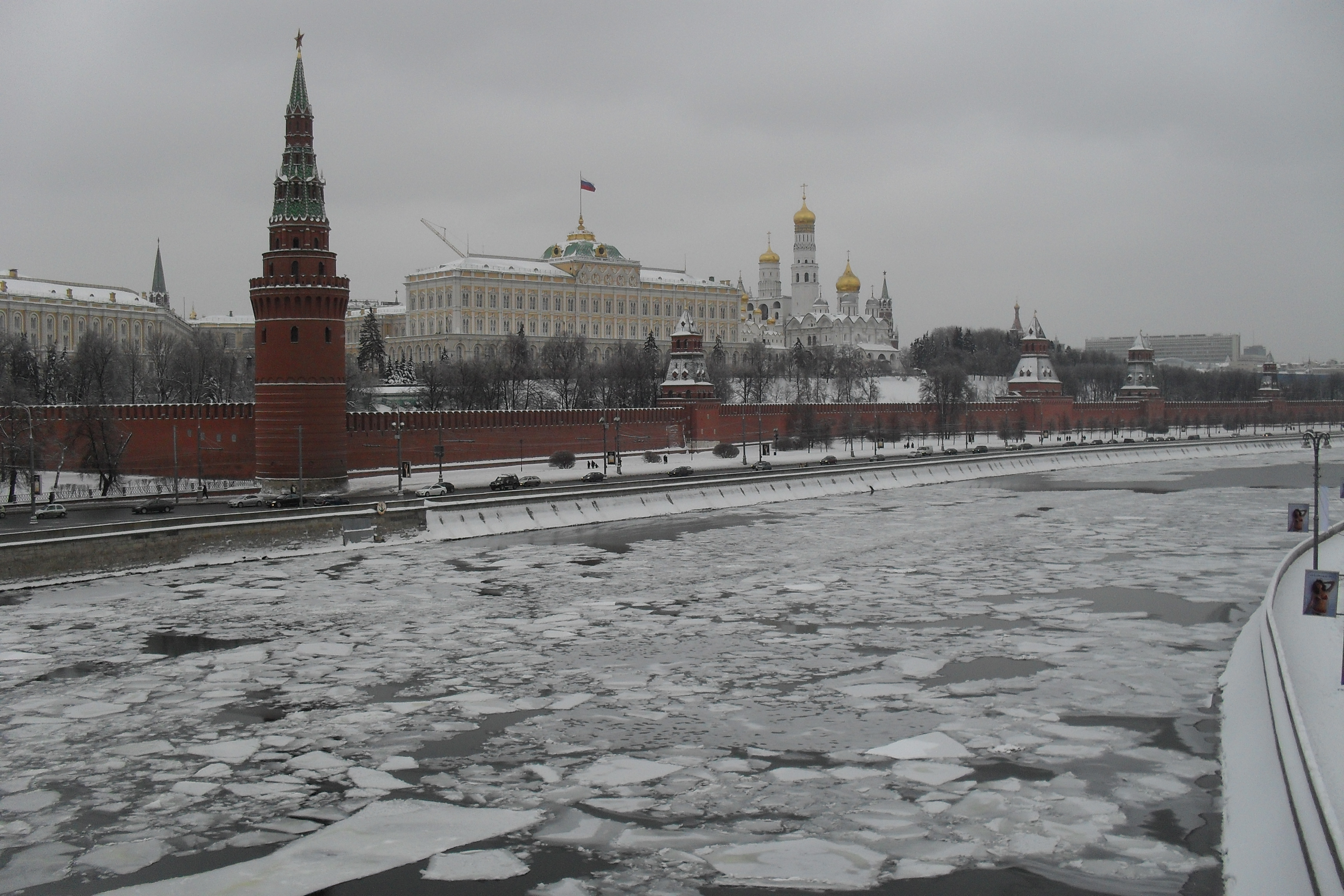
Il Cremlino visto dal ponte
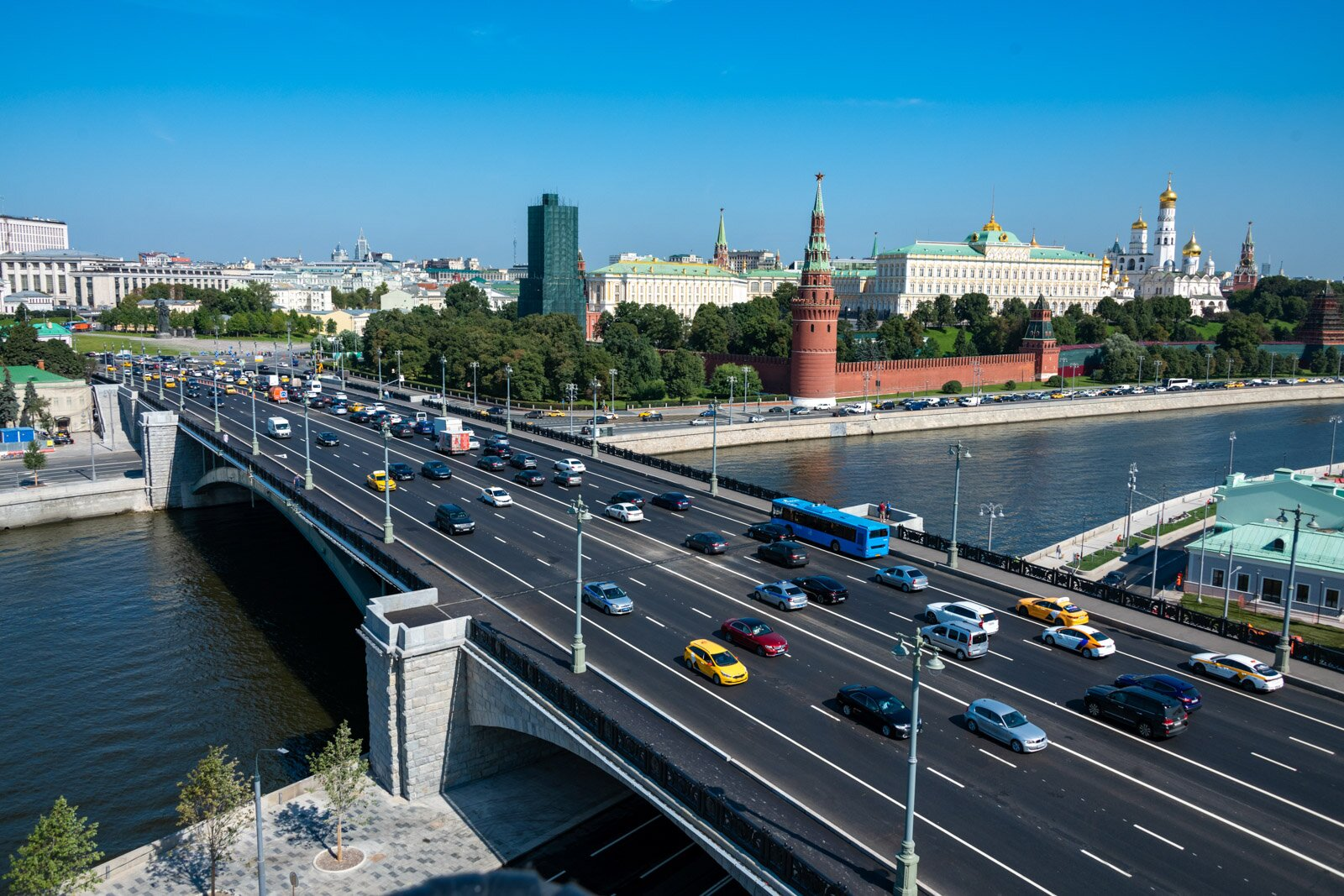
Veduta del ponte dalla Casa sul lungofiume